# Paco Mendoza

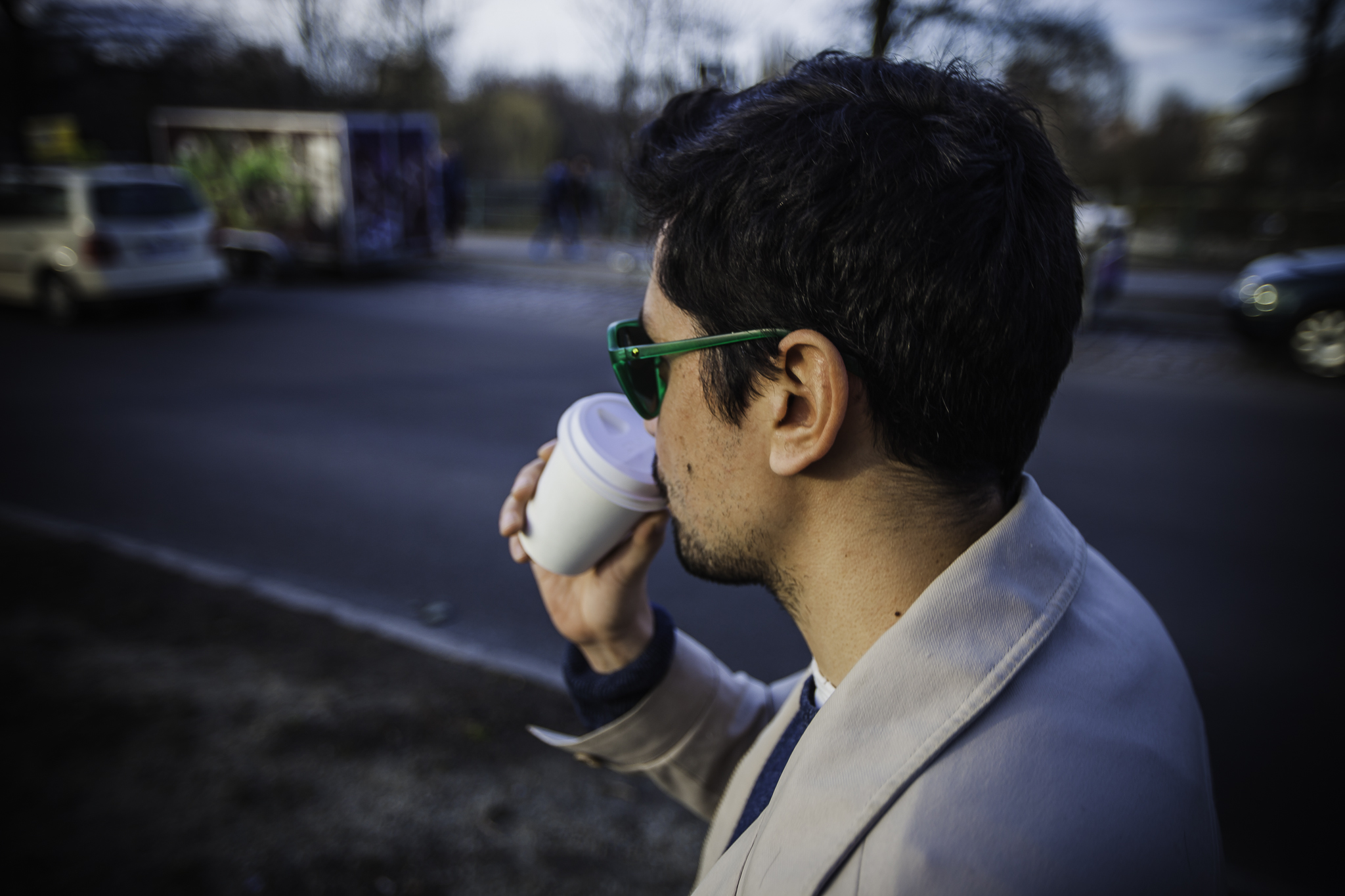
Paco Mendoza

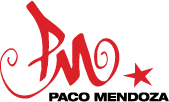
Logo von Paco Mendoza

Paco Mendoza ist ein in Deutschland lebender argentinischer Sänger, Songwriter und Produzent, der den Stilrichtungen Dancehall und Reggaeton zuzuschreiben ist. Bekannt wurde er durch seine Mitarbeit bei den Projekten Raggabund und Caramelo Criminal.

## Leben und Karriere
Mendoza wurde als Sohn einer peruanischen Mutter und eines paraguayischen Vaters in Argentinien geboren und war schon von Kindesbeinen an durch seine Eltern der Musik ausgesetzt. Die ersten Jahre seines Lebens verbrachte er in Lateinamerika, bevor die Familie sich entschloss, nach Deutschland zu ziehen. Hier verbrachte er den Großteil seines Lebens.
Seine musikalische Entwicklung nahm mehrere Einflüsse auf, so kam Mendoza nach Anfängen im Punk und Rock schnell zum Hip-Hop und Reggae. Beeinflusst durch seinen Bruder, der Mitglied der bekannten Formation Blumentopf war, begann er selbst spanischen Raggamuffin zu schreiben und aufzunehmen. Durch sein Gespür für gute Texte und Melodien machte er sich schnell einen Namen in der hiesigen Szene und begann mit seinem Bruder an einem Dancehallprojekt namens Raggabund zu arbeiten. Hiermit konnten sie erste große Erfolge vorweisen, so spielten sie Solosupports für Seeed, Sean Paul, Shaggy, waren auf großen Festivals wie dem Summerjam in Köln und dem Chiemsee Reggae Summer vertreten und gewannen den German Reggae Grammy 2006.
Im Jahr 2004 schlossen sie sich mit dem Produzentenduo Silly Walks Movement zusammen, die schon erfolgreich mit Patrice und Jan Delay gearbeitet hatten, um ein Reggaealbum auf Spanisch aufzunehmen – so entstand das Projekt Caramelo Criminal. Auch mit dieser Formation spielten sie auf großen Bühnen, waren z. B. mit Gentleman und Patrice auf Tour und konnten mit dem Lied „Que será“ einen Club-Hit für sich verbuchen. Sie wurden diesbezüglich auch vom Goethe-Institut eingeladen, um mehrere Shows in Peru zu spielen.
2007 schloss Mendoza sein Studium in Regionalwissenschaften Lateinamerika an der Universität zu Köln ab und widmete sich ganz der Musik. Beim City Festival auf den Kölner Ringen 2009 trat er mit Band neben Tomte und BossHoss auf. In seinem neuesten Album arbeitete er u. a. mit DJ Vadim zusammen. Bei der WDR-Radiowelle Funkhaus Europa arbeitet Mendoza nebenher als Moderator der Sendung Mestizo FM.

## Diskografie

### MitRaggabund
- 2000: Gott Steh Mir Bei, Dancehallfieber 1 (Compilation) (DHF-Records)
- 2000: Wo Denn?, BR Zündfunk – Unter unserem Himmel 2 (Compilation) (Virgin)
- 2001: Wo Denn? (Single) (ZYX-music)
- 2001: Wo Denn?, Danhallfieber 2 (Compilation) (DHF-Records)
- 2002: Wo Denn, Full Hundred One (Compilation) (Universal)
- 2003: Que Sera & Top Shotta, Dancehall Reggae Made In Germany 1 (Compilation) (Modernsoul Records)
- 2003: Militär, Dancehallfieber 3 (Compilation) (DHF-Records)
- 2004: Ganjatherapie, Danhallfieber 4 (Compilation) (DHF-Records)
- 2006: Erste Welt, Raggabund (Album) (Edel Music)
- 2006: Babygirl, Raggabund (Single) (Edel Music)
- 2006: Babygirl, BR Zündfunk – Frisch gepresst 2 (Compilation) (Redwinetunes)
- 2012: Mehr Sound (Album) (Chusma Records)
- 2012: Bleib nicht stehn (Single) (Chusma Records)
- 2013: Refugee (Single) (Chusma Records)

### MitCaramelo Criminal
- 2002: Traidora, Global Hip Hop Tunes (Compilation) (BMG Ariola Miller)
- 2002: Que Sera, Four Elements 2 (Compilation) (Four Music)
- 2002: Que Sera, Silly Walks – Songs of Melody (Album) (Four Music)
- 2002: Que Sera, Silly Walks feat. Caramelo Criminal (Single) (Four Music)
- 2004: Caramelo Criminal, Caramelo Criminal (Album) (PIAS)
- 2004: Por Qué Te Vas?, Caramelo Criminal (Single) (PIAS)
- 2004: La Mina & Politicos, Caramelo Criminal (7´´Single) (PIAS)
- 2006: Por Que Te Vas?, Latin Garden 2 (Compilation) (Yeni Dünya Müzik)
- 2007: Que Sera, Muevete Bien Sabor Mestizo (Compilation) (Ventilador Music)
- 2007: Menealo, The Superstar DJs – Born originals (Album) (Nation Music)
- 2008: Respetala, General Key (Single) (Oneness Records)

### MitKoalas Desperados
- 2009: Vengo, (Single) (Rootdown Records)
- 2009: Koalas Desperados, (Album) (Rootdown Records)
- 2012: Asamblea, feat. Akua Naru (Single) (Rootdown Records)

### Als Solokünstler
- 2001: Mission, World Report (Single) (Germaican Records)
- 2003: Compañeros 36, Les Babacools (Album) (Babacools Records)
- 2003: Wieso, Mellow Mark feat. Criminal – Sturm (Album) (WEA Warner)
- 2003: Es mi Señor, & Reflexionando, Rootdown Records Allstars Sampler (Rootdown Records)
- 2003: Planetenmonde, Bastlaz feat. Paco Mendoza (Beatz aus der Bude / Groove Attack)
- 2004: Ten Fé, Headcornerstone feat. Paco Mendoza (Soulfire Artists)
- 2004: Attaque, House of Riddim feat. Paco Mendoza (Single) (Soulfire Records)
- 2005: Mestizo Fonk, Les Babacools feat. Paco Mendoza (Single) (SPV Records)
- 2005: Mundo Stereo, Les Babacools (Album) (SPV Records)
- 2005: Mi Corazon, Crystal Woman (Single) (Rootdown Records)
- 2005: Attaque, House of Riddim feat. Paco Mendoza (Compilation) (BonnBoomMusic)
- 2007: Las bliebe, Elijah feat. Paco Mendoza (Single) (Roaaar Music)
- 2007: Tu Hijo, Condorsito feat. Paco Mendoza (7´´Single) (Bassrunner Productions)
- 2007: Leb deinen Traum, mit Einshoch6 und dem Bayerischen Rundfunkorchester (Scaperrecords)
- 2008: Han Matado Un Niño, Karamelo Santo – Antena Pachamama (Album) (K-Industria)
- 2008: Miren Quien llegó, Barrio Candela feat. Paco Mendoza (La Cupula)
- 2008: Wa Wanko, Bushbayer feat. Paco Mendoza, El Tiburon (Ability Music)
- 2008: Solidarisation, Irie Revoltes feat. Paco Mendoza (Skycap Record)
- 2009: Krieger der Sonne, House of Riddim – Für alle (Album) (House of Riddim)
- 2009: Souldat, Mellow Mark & Pyro feat. Paco Mendoza (Pyromusic)
- 2009: Las bliebe, Elijah – Beweg di (Album) (Groove Attack)
- 2010: Son Maldito, Les Babacools (Album) (GLM Music)
- 2010: Musical Exit, Les Babacools feat. Paco Mendoza, Mil Santos (Single) (GLM Music)
- 2010: La Frekuencia, Paco Mendoza, Cumbia Bestial (Compilation) (Chusma Records)
- 2010: Consciente y Positivo, Paco Mendoza (Album) (Chusma Records)
- 2010: El Caminito, Mil Santos feat. Paco Mendoza, Lafrotino (Single) (Dreaminc. Ent.)
- 2011: Si se puede, Clan Urbano feat. Paco Mendoza (Play Music)
- 2012: Me voy, Miss Maiko feat. Paco Mendoza + Nubla (Single) (Ruin Records)
- 2012: Pensées, Doc Dondo feat. Paco Mendoza (Doc Dondo)
- 2013: Kölle!, Mirko Polo feat. Paco Mendoza, Def Benski (Single) (Dabbelju Music)
- 2013: Lost Tapes, Paco Mendoza & DJ Vadim (EP) (Chusma Records)
- 2013: Rudegal, So Shifty feat. Paco Mendoza (Single) (Man Recordings)
- 2016: Push It! Stephen Keise & Doc Dondo feat. Dr. Ring Ding & Paco Mendoza (Single) (Trigger Jam Records)